# Tibouchina stellipilis
Tibouchina stellipilis är en tvåhjärtbladig växtart som beskrevs av John Julius Wurdack. Tibouchina stellipilis ingår i släktet Tibouchina och familjen Melastomataceae. Inga underarter finns listade i Catalogue of Life.